# Bethlehem Shipbuilding Corporation
Бетлегем Шипбілдінг Корпорейшн (англ. Bethlehem Shipbuilding Corporation) — американська суднобудівна компанія, створена у 1905 році, коли Bethlehem Steel Corporation з Бетлегема, штат Пенсільванія, придбала верф Union Iron Works у Сан-Франциско. У 1917 році вона була зареєстрована як Bethlehem Shipbuilding Corporation, Limited.
Штаб-квартиру підрозділу було перенесено до Квінсі, штат Массачусетс, після придбання верфі Fore River Shipyard у 1913 році.
У 1940 році Bethlehem Shipbuilding була найбільшою з «Великої трійки» суднобудівників США, яка могла побудувати будь-який корабель, за нею йшли Newport News Shipbuilding & Drydock і New York Shipbuilding Corporation (New York Ship). Він мав чотири корабельні: Фор-Рівер, Спарроуз-Пойнт, Сан-Франциско та Стейтен-Айленд. Бетлегем розширився під час Другої світової війни в результаті програми екстреного суднобудування, якою керувала Морська комісія США.
У 1964 році нинішній штаб-квартира корпорації переїхала в Спарроус-Пойнт, штат Меріленд, на південний схід від Балтимора, штат Меріленд, верф якого була придбана в 1916 році.
Верф «Квінсі/Фор-Рівер» була продана корпорації General Dynamics у середині 1960-х років і закрита у 1986 році. Верф Alameda Works Shipyard у Каліфорнії була закрита компанією Bethlehem Steel на початку 1970-х років, а підприємство в Сан-Франциско (колишній Union Iron Works) було продано компанії British Aerospace у середині 1990-х і існує сьогодні як BAE Systems San Francisco Ship Repair.
Компанія Bethlehem Steel припинила суднобудівну діяльність у 1997 році, намагаючись зберегти свою основну сталеплавильну діяльність.

## Історія
Верфі, якими володіла або керувала Bethlehem:

### Нью-Йорк
Став частиною Bethlehem після купівлі United Shipyards у 1938 році
- Bethlehem Mariners Harbor, Стейтен-Айленд, Нью-Йорк (1938—1960)
- Bethlehem Brooklyn 56th Street, Бруклін, Нью-Йорк (1938—1963)
- Bethlehem Brooklyn 27th Street (1938-?)
- Hoboken Shipyard, Гобокен, Нью-Джерсі (1938—1984)
- Bethlehem Elizabethport, Елізабет, Нью-Джерсі (1916—1921)
- Bayonne Naval Drydock, Байонн, Нью-Джерсі. Bethlehem використовував цей сухий док для ремонту кораблів. Більшість робітників були з Hoboken Shipyard.

### Бостон
- Fore River Shipyard, Квінсі, Массачусетс (1913—1964). Продано корпорації General Dynamics у 1964 році
- Victory Plant Shipyard, Квінсі, Массачусетс (1917—1919). «Victory Yard» був побудований для будівництва есмінців і звільнення Фор-Рівер-Ярда від будівництва інших суден, включаючи лінійний крейсер, який перетворився на авіаносець USS Lexington (CV-2)
- Bethlehem Hingham Shipyard, Гінгем, Массачусетс (1940—1945)
- Bethlehem Atlantic Works, Іст-Бостон, Массачусетс (1853—1984)

### Балтимор
- Bethlehem Sparrows Point Shipyard, Спарроус-Пойнт, Меріленд (1914—1997)
- Bethlehem Fairfield Shipyard, Балтимор, Меріленд (1940—1945)
- Bethlehem Key Highway Shipyard, Балтимор, Меріленд. Верхній двір був проданий компанії AME/Swirnow у 1983 році. Тепер на цьому місці знаходяться райони Ritz Carlton і Harborview поруч із Балтиморським музеєм промисловості
- Bethlehem Fort McHenry Shipyard, Балтимор, Меріленд. Нижній двір на півострові Локуст-Пойнт, він був проданий компанії General Ship Repair у 1983 році. Тепер деякі термінали порту Балтимора

### Сан-Франциско
- Union Iron Works, Сан-Франциско, Каліфорнія (1917—1981)
- Hunters Point Drydocks, Хантерс-Пойнт, Сан-Франциско, Каліфорнія (1908—1920). Придбано ВМС США
- Alameda Works Shipyard, Аламіда, Каліфорнія (1916—1956)

### Лос-Анджелес
- Bethlehem Shipbuilding San Pedro, острів Термінал